# Busnovi (Prijedor)
Busnovi (szerbül: Буснови), falu Bosznia-Hercegovinában, Bosanska krajina területén, Prijedor községben, a Szerb Köztársaságban. 

## Fekvése
Bosznia-Hercegovina északnyugati részén, Banja Lukától légvonalban 31, közúton 41 km-re nyugatra, községközpontjától légvonalban 17, közúton 20 km-re délkeletre, 160 – 300 méteres tengerszint feletti magasságban, a Szana folyótól keletre elterülő dombvidéken és a Kumbaruša-hegység északnyugati lejtőin, az Ostružnica folyó völgyében (Szana-medence) hosszan elnyúlva fekszik. Több településrészből áll.

## Népessége
| Nemzetiségi csoport | Népesség 1991 | Népesség 2013 |
| ------------------- | ------------- | ------------- |
| Szerb               | 1024          | 692           |
| Bosnyák             | 0             | 0             |
| Horvát              | 2             | 1             |
| Jugoszláv           | 21            | 0             |
| Egyéb               | 7             | 6             |
| Összesen            | 1054          | 699           |

## Története
A település 1878-ig tartozott az Oszmán Birodalomhoz, ekkor a berlini kongresszus határozata alapján az Osztrák-Magyar Monarchia része lett. 1910-ben a Prijedori járáshoz tartozó településen 162 háztartást, 1041 ortodox és 1 muszlim lakost találtak.
A monarchia szétesésével 1918-ban előbb a Szerb-Horvát-Szlovén Királyság, majd 1929-től a Jugoszláv Királyság része. 1921-ben a községnek 185 háztartása és 988 lakosa volt. Jugoszlávia megszállása után a falu a Független Horvát Állam (NDH) része lett. 
1945-től a település a szocialista Jugoszlávia része volt, 1963-ig Omarska községhez tartozott. A boszniai háború idején a település a Boszniai Szerb Köztársaság része volt. A daytoni békeszerződést követő területfelosztásnál a település Prijedor község részeként a Szerb Köztársaság területéhez került.

## Nevezetességei
- Az Úr mennybemenetele tiszteletére szentelt pravoszláv temploma a temető mellett áll. A templom 1870-ben épült, erről tanúskodik a templom déli falán az ajtó feletti felirat. A templom masszív tölgyfából épült, téglalap alappal, ötoldalas apszissal. Az oltárrész boltozatos, míg az oldalsó részeket síkmennyezet borítja. A templom nyugati részén egy fából ácsolt kórus található. A templom belső terét négy oszlop osztja három hajóra. A templomhajó oszlopait faragványok díszítik. A templom padlója deszkákból készült. A harangtorony 1898-ban épült.

- A Blatnjak-tó 496 méter hosszú és 456 méter széles. A víz mélysége körülbelül 24 méter. A tó gyakori célpontja a búvároknak, akik felfedezték, hogy rengeteg hal van benne.

## Fordítás
- Ez a szócikk részben vagy egészben  a(z)   Црква Вазнесења Христовог у Бусновима című szerb Wikipédia-szócikk ezen változatának fordításán alapul.  Az eredeti cikk szerkesztőit annak laptörténete sorolja fel. Ez a jelzés csupán a megfogalmazás eredetét és a szerzői jogokat jelzi, nem szolgál a cikkben szereplő információk forrásmegjelöléseként.